# Melide (Hiszpania)
Melide – gmina w Hiszpanii, w prowincji A Coruña, w Galicji, o powierzchni 101,3 km². W 2011 roku gmina liczyła 7502 mieszkańców.
Miasto jest ważnym miejscem przystankowym dla pielgrzymów zmierzających do Santiago de Compostela.
Słynie także z tego, że w wielu restauracjach w mieście serwuje się ośmiornicę po galicyjsku.